# Hans Michael Franke

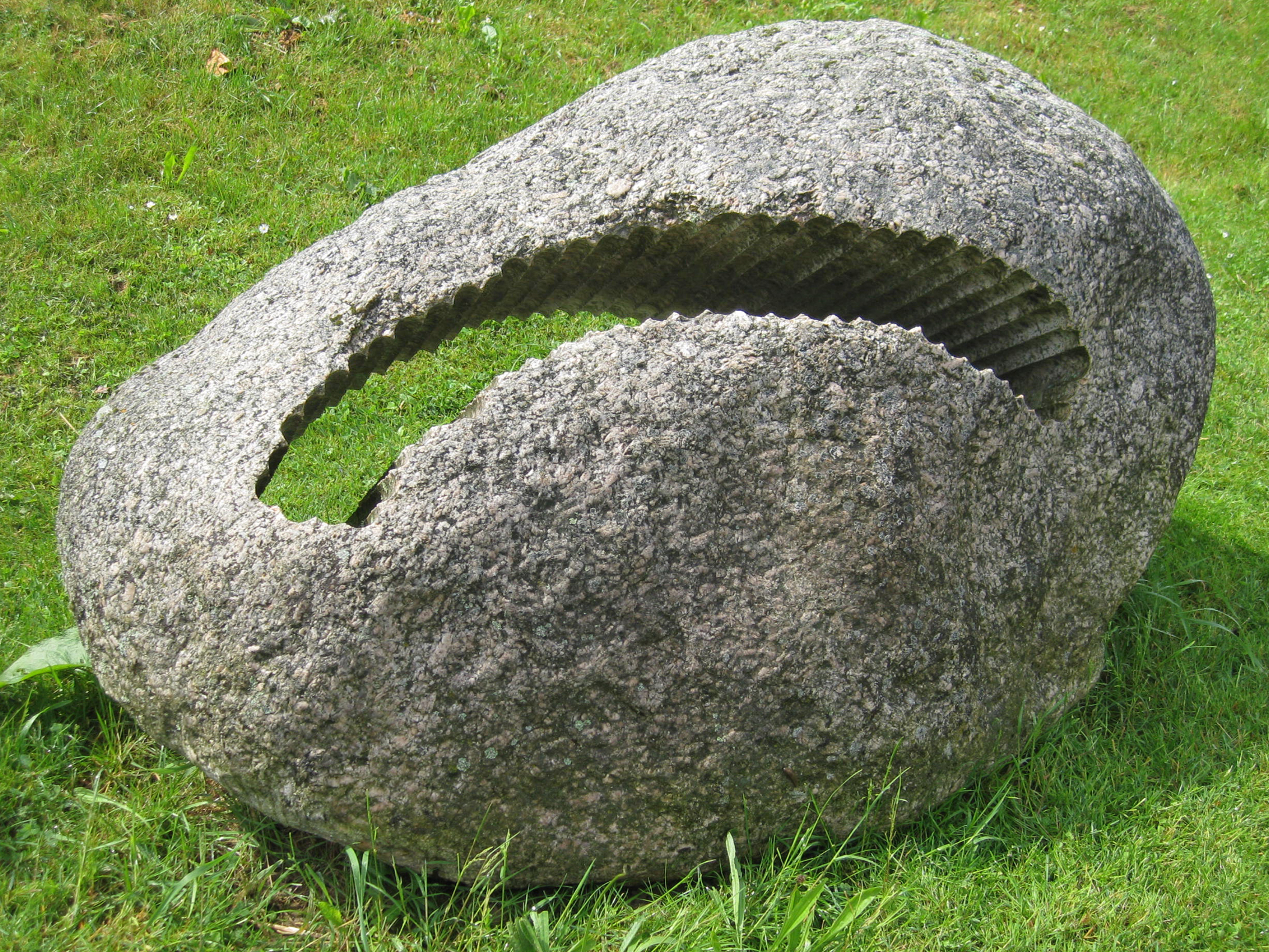
Both sides now rest, 1994, KUNSTdünger Rottweil

Hans Michael Franke (* 26. September 1963 in Hanau; † 14. November 2014 in Sinsheim-Weiler) war ein deutscher Bildhauer.

## Leben und Werk
Hans Michael Franke lebte und arbeitete in Sinsheim-Weiler. Er absolvierte von 1983 bis 1986 eine Ausbildung als Steinmetz und studierte anschließend von 1988 bis 1993 Bildhauerei bei Professor Hiromi Akiyama an der Akademie der Bildenden Künste Karlsruhe. Er nahm seit 1988 an vier Bildhauersymposien teil, wie beispielsweise am Bildhauersymposion Oggelshausen im Jahre 2000 in Oggelshausen.
Franke beteiligte sich seit 1992 an Ausstellungen in Deutschland, Ungarn, Frankreich und in der Schweiz. Im Jahre 1994 erhielt er den Förderpreis des Künstlerbundes Baden-Württemberg.
Seit 2007 war er Mitglied in der Kunstkommission des Landes Baden-Württemberg und Mitglied der Künstlergruppe Neue Gruppe im Haus der Kunst in München.

## Werk
Franke höhlt seine Skulpturen aus und schafft Steinrahmen als Großskulpturen. Er arbeitet ausschließlich mit Naturstein. Wichtig ist ihm dabei das Vorhandensein von Innenräumen.

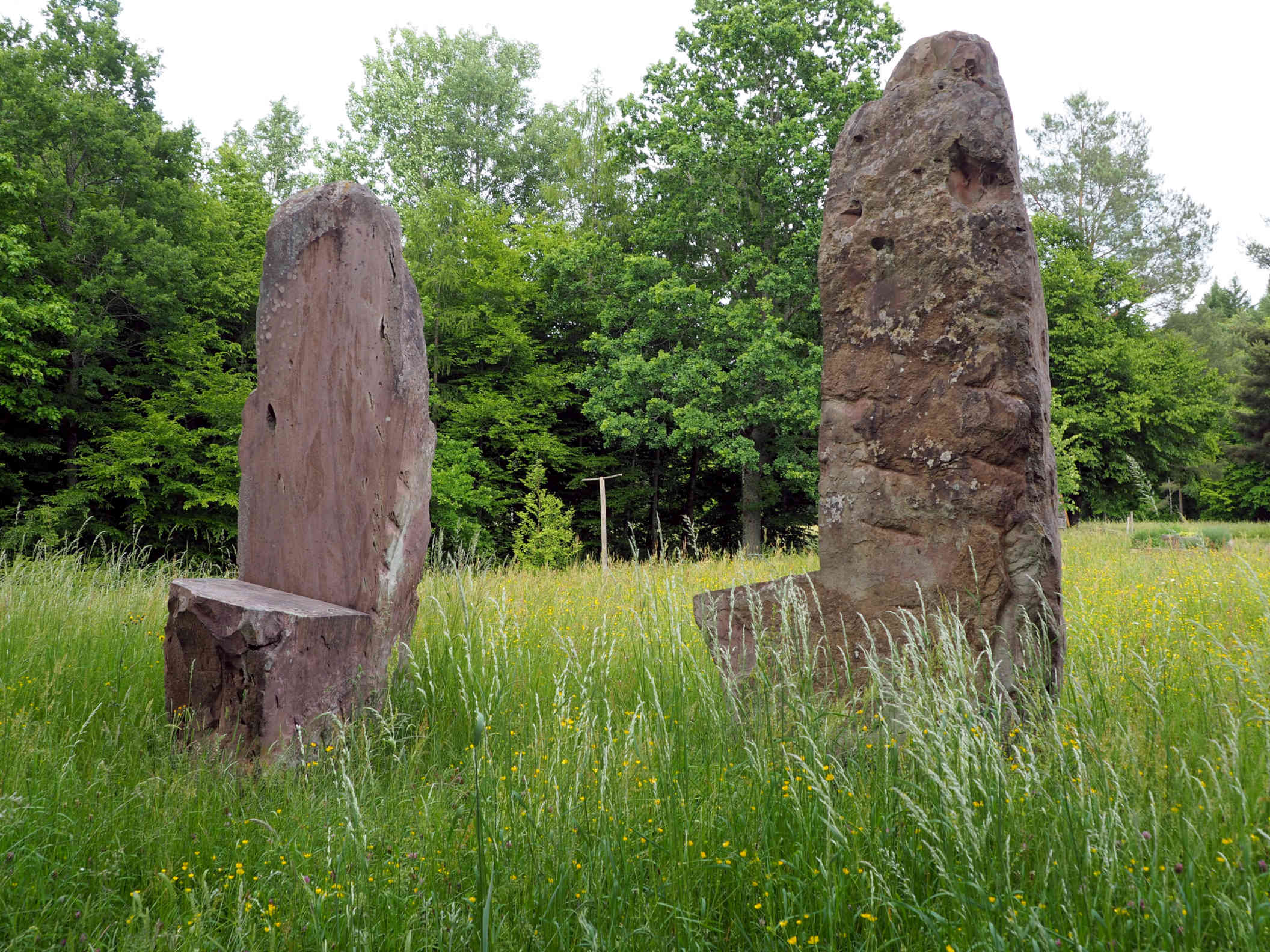
Skulptur im Hirsauer Klinikpark 2025

Großplastiken von Franke befinden sich in:
- Évian-les-Bains, Frankreich, (1990)
- Wiesloch, Skulptur Innere Bewegung, Hubert-Sternberg-Schule (1990)
- Hirsau (1989, 1992)
- Gernsbach, Kunstweg am Reichenbach (1992/2003)[5]
- Wiesloch (1995)
- Schorndorf (1997)[6]
- Sinsheim, Denkmal für die Freiheit – Freiheitssäule (1998)
- Karlsruhe (1999)
- Freiburg im Breisgau, Innenhof der JVA (2002)
- Hohenkarpfen bei Rottweil (2005)
- Bad Waldsee (2006)
- Neckarsulm (2007)[7]

Im Jahre 2010 zeigte Franke in einer Ausstellung auch so genannte Kleine Steine.